# Campionati del mondo di ciclismo su strada 1998 - Gara in linea maschile Under-23
La gara in linea maschile Under-23 dei Campionati del mondo di ciclismo su strada 1998 è stata corsa il 9 ottobre nei Paesi Bassi con partenza ed arrivo a Valkenburg aan de Geul su un percorso di 17,2 km/h da ripetere 10 volte per un totale di 172 km. Podio tutto tricolore con medaglia d'oro è stata vinta da Ivan Basso con il tempo di 4h00'30", alla media di 42,913 km/h, l'argento a Rinaldo Nocentini e a completare il podio azzurro Danilo Di Luca.
Partenza con 180 ciclisti, dei quali 130 completarono la gara.

## Squadre e corridori partecipanti
| N.      | Cod. | Squadra       |
| ------- | ---- | ------------- |
| 1-5     | NOR  | Norvegia      |
| 6-10    | ESP  | Spagna        |
| 11-15   | AUT  | Austria       |
| 16-20   | SVN  | Slovenia      |
| 21-25   | ITA  | Italia        |
| 26-30   | BLR  | Bielorussia   |
| 31-35   | LAT  | Lettonia      |
| 36-37   | MDA  | Moldavia      |
| 38-43   | COL  | Colombia      |
| 44-48   | SWE  | Svezia        |
| 49-53   | LUX  | Lussemburgo   |
| 54-57   | SVK  | Slovacchia    |
| 58-62   | NLD  | Paesi Bassi   |
| 63-66   | MEX  | Messico       |
| 67-71   | POL  | Polonia       |
| 72-76   | GER  | Germania      |
| 77-81   | FRA  | Francia       |
| 82-84   | CAN  | Canada        |
| 85-88   | IRL  | Irlanda       |
| 89      | LIE  | Liechtenstein |
| 90-93   | RUS  | Russia        |
| 94      | ZIM  | Zimbabwe      |
| 95-99   | BEL  | Belgio        |
| 100-103 | GBR  | Regno Unito   |

| N.      | Cod. | Squadra              |
| ------- | ---- | -------------------- |
| 104-107 | RSA  | Sud Africa           |
| 108     | BRA  | Brasile              |
| 109-113 | UKR  | Ukraina              |
| 114-118 | AUS  | Australia            |
| 119     | ISR  | Israele              |
| 120     | BIH  | Bosnia ed Erzegovina |
| 121-123 | CRO  | Croazia              |
| 124-128 | USA  | Stati Uniti          |
| 129-132 | DEN  | Danimarca            |
| 133-136 | HUN  | Ungheria             |
| 137-139 | NZL  | Nuova Zelanda        |
| 140-144 | SUI  | Svizzera             |
| 145-147 | UZB  | Uzbekistan           |
| 148-152 | CZE  | Repubblica Ceca      |
| 153-155 | YUG  | Yugoslavia           |
| 156-159 | PRT  | Portogallo           |
| 160-162 | LTU  | Lituania             |
| 163-166 | JPN  | Giappone             |
| 167-168 | FIN  | Finlandia            |
| 169-172 | EST  | Estonia              |
| 173     | GRE  | Grecia               |
| 174-176 | EGY  | Egitto               |
| 177     | BUL  | Bulgaria             |
| 178-180 | KAZ  | Kazakistan           |

## Ordine d'arrivo (Top 10)
| Pos. | Corridore         | Squadra     | Tempo    |
| ---- | ----------------- | ----------- | -------- |
| 1    | Ivan Basso        | Italia      | 4h00'30" |
| 2    | Rinaldo Nocentini | Italia      | a 16"    |
| 3    | Danilo Di Luca    | Italia      | s.t.     |
| 4    | Aljaksandr Usaŭ   | Bielorussia | s.t.     |
| 5    | Thor Hushovd      | Norvegia    | s.t.     |
| 6    | René Haselbacher  | Austria     | s.t.     |
| 7    | Herman Antolinez  | Colombia    | s.t.     |
| 8    | Saša Gajičić      | Yugoslavia  | a 17"    |
| 9    | Frédéric Finot    | Francia     | s.t.     |
| 10   | Matej Stare       | Slovenia    | s.t.     |